# Trathala jimenezi
Trathala jimenezi là một loài tò vò trong họ Ichneumonidae.